# Warren Mok
Warren Mok, (莫華倫) (Hong Kong, 31 ottobre 1958), è un tenore e direttore artistico cinese.

## Biografia
Warren Mok ha interpretato molti ruoli principali dal suo debutto europeo nel 1987 alla Deutsche Oper Berlin. Ha un repertorio di 50 ruoli d'opera, tra cui Calaf in Turandot, Cavaradossi in Tosca, Don José in Carmen e Radames in Aida. Ha inciso numerosi album da solista e CD d'opera, tra cui Il trovatore, Simon Boccanegra, Roma, Roberto il diavolo e Gli ugonotti. È anche apparso regolarmente in programmi televisivi e radiofonici in tutto il mondo.
Mok è attualmente direttore artistico del Festival internazionale di musica di Macao e fondatore e direttore artistico di Opera Hong Kong. Si è laureato all'Università delle Hawaii e ha conseguito un Master of Music presso la Manhattan School of Music.